# بلوط سمی اطلس
بلوط سمی اطلس (نام علمی: Toxicodendron pubescens) نام یک گونه از سرده زهردرخت‌ها است.